# Jorge Edwards
Pour les articles homonymes, voir Edwards.
Œuvres principales
- Persona non grata (1973)

Jorge Edwards Valdés, né le 29 juin 1931 à Santiago et mort le 17 mars 2023 à Madrid,, est un écrivain, critique littéraire, journaliste et diplomate chilien naturalisé espagnol. 
Il obtient le Prix national de littérature en 1994 et le prix Cervantes pour l’ensemble de son œuvre en 1999. 

## Biographie

### Origines et études
Fils de Sergio Edwards Irarrázaval et de Carmen Valdés Lira, Jorge Edwards fait ses études chez les jésuites, au collège San Ignacio, où il publie ses premiers textes et poèmes.
Il effectue des études de droit à l’université du Chili, puis un master en sciences politiques à l'université de Princeton (États-Unis). 
Son premier recueil de nouvelles (El patio) paraît en 1952. 

### Carrière diplomatique
Jorge Edwards commence sa carrière diplomatique en 1954 à l'ambassade du Chili à Paris, où il occupe le poste de premier secrétaire. À son retour au Chili en 1967, il est nommé chef de département de l’Europe orientale au ministère des Affaires étrangères.
Au cours de sa première mission diplomatique dans la capitale française, il rencontre et noue des rapports étroits, parmi d'autres, avec les écrivains Mario Vargas Llosa, Gabriel García Márquez et Julio Cortazar. Son nom est lié à ce qu’on a appelé alors le boom latino-américain.
Dans sa littérature, il rompt très vite avec les thèmes habituels de la littérature chilienne et centre son œuvre sur les milieux bourgeois et urbains. Au Chili, on le considère comme faisant partie de la génération des années 1950.
En 1971, le gouvernement de Salvador Allende l’envoie comme ambassadeur à Cuba, poste qu’il n’occupe que très peu de temps, à cause de ses divergences de vue avec Fidel Castro. Au bout de trois mois seulement, il décide de quitter l’île. Il raconte cette expérience dans Persona non grata (1973), livre qui lui vaut une renommée mondiale. Il y fait une critique sobre mais corrosive du pouvoir cubain et de ses dérives totalitaires.
À son retour de Cuba, Pablo Neruda l’appelle auprès de lui à l'ambassade du Chili à Paris, où il occupe à nouveau le poste de premier secrétaire. Après le coup d’État de Pinochet en 1973, Edwards se voit forcé de quitter la carrière diplomatique et doit s’exiler en Espagne, à Barcelone, où il travaille aux éditions Seix Barral jusqu’à son retour au Chili en 1978. C'est en Espagne qu'il écrit le roman que beaucoup considèrent comme son chef-d'œuvre : Los convidados de piedra.
Il est boursier de la Fondation John-Simon-Guggenheim en 1979.
Au Chili, il est l’un des fondateurs et plus tard le président de la Commission de défense de liberté d'expression. Après le retour à la démocratie, le président Eduardo Frei Ruiz-Tagle le nomme ambassadeur du Chili auprès de l'UNESCO (1994-1996).
Il reçoit le Prix national de littérature en 1994.
En 2010, il est nommé ambassadeur à Paris par Sebastian Piñera, candidat qu’il a soutenu lors de la campagne présidentielle.
Le 12 mars de la même année, le Conseil de ministres d’Espagne lui accorde la nationalité espagnole.
Jorge Edwards est membre de l’Académie chilienne de la langue et exerce une importante activité journalistique. Il publie régulièrement des articles dans les journaux La Nación et Clarin de Buenos Aires, El País, Le Monde, le Corriere della Sera (Italie) et Letras libres (Mexique). Il tient également une chronique d’opinion tous les vendredis dans le journal La Segunda du Chili.

## Œuvre

### Romans
- El peso de la noche (1965) Publié en français sous le titre Le Poids de la nuit, traduit par Claude Bourguignon et Claude Couffon, Paris, Albin Michel, coll. « Les grandes traductions », 1972 (BNF 35212933)
- Persona non grata (1973) Publié en français sous le titre Persona non grata, traduit par Gabrielle Cabrini, Paris, Plon, 1976  (ISBN 2-259-00008-8)
- Los convidados de piedra (1978)
- El museo de cera (1981) Publié en français sous le titre Le Musée de cire, traduit par Claude Bourguignon et Claude Couffon, Paris, Albin Michel, coll. « Les grandes traductions », 1984  (ISBN 2-226-02019-5)
- La mujer imaginaria (1985)
- El anfitrión (1988)
- El origen del mundo (1996) Publié en français sous le titre L'Origine du monde, traduit par Émile et Nicole Martel, Montréal, Les Allusifs, 2001  (ISBN 978-2-922-86805-0)
- El sueño de la historia (2000)
- El inútil de la familia (2004) Publié en français sous le titre Le Bon à rien de la famille, traduit par Gabriel Iaculli, Monaco/Paris, Le Serpent à plumes, coll. « Fiction étrangère », 2007  (ISBN 978-2-268-06099-6)
- La casa de Dostoievsky (2008)
- La muerte de Montaigne (2011)

### Recueils de nouvelles
- El patio (1952)
- Las máscaras (1967)
- Temas y variaciones (1969) Publié en français de façon partielle sous le titre Créations imparfaites, et autres contes, Paris, Éd. du Cercle des amis des livres, coll. « Moraïma », 1995  (ISBN 2-910213-04-8)

### Recueils d’articles
- El whisky de los poetas (1997)
- Diálogos en un tejado (2003)

### Divers
- Desde la cola del dragón (1977)
- Adiós poeta (1990), une biographie très personnelle de Pablo Neruda.
- Machado de Assis (2002)
- Los círculos morados (ouvrage en préparation). Il s'agit de ses mémoires